# Cervinini
Cervinini é uma tribo de cervos do Velho Mundo que inclui os "cervos verdadeiros".

## Taxonomia
- Tribo Cervinini
  - Gêneros não-extintos
    - Gênero Axis (chital) - 1 espécie;
    - Gênero Cervus (cervo-de-beiços-brancos, cervo-sikauapiti, uapiti e veado-vermelho) - 4 espécies;
    - Gênero Dama (gamo) -  1 espécie;
    - Gênero Elaphurus (cervo-do-padre-david) - 1 espécie;
    - Gênero Hyelaphus (cervos-porcos) - 4 espécies;
    - Gênero Panolia (cervo-de-eld) - 1 espécie;
    - Gênero Rucervus (barasingha e cervo-de-schomburgk) - 2 espécies, sendo 1 extinta;
    - Gênero Rusa (sambares e cervo-malhado-de-visayan) - 4 espécies.

  - Gêneros extintos
    - Gênero Megalocerus (alces-gigantes) - 5 espécies; †
    - Gênero Praemegaceros - 6 espécies; †
    - Gênero Eucladoceros - 6 espécies; †